# Keepin' the Summer Alive
Keepin' the Summer Alive é o vigésimo quarto álbum de estúdio da banda de rock norte-americana The Beach Boys, o primeiro lançado em 1980, e seu segundo  sob contrato com a CBS Records (atual Sony Music). Alcançou # 75 nos Estados Unidos durante 6 semanas e chegou a # 54 no Reino Unido. 
Keepin 'the Summer Alive agora está emparelhado em CD com The Beach Boys.

## Faixas
1. " Keepin' the Summer Alive " ( Carl Wilson / Randy Bachman ) – 3:43  (Carl Wilson / Randy Bachman) - 3:43
  - Carl Wilson nos vocais
2. " Oh Darlin' " ( Brian Wilson / Mike Love ) – 3:52
  - Carl Wilson e Mike Love nos vocais
3. " Some of Your Love " (Brian Wilson/Mike Love) – 2:36
  - Mike Love nos vocais
4. " Livin' with a Heartache " (Carl Wilson/Randy Bachman) – 4:06
  - Carl Wilson nos vocais
5. " School Day (Ring! Ring! Goes The Bell) " ( Chuck Berry ) – 2:52
  - Alan Jardine nos vocais
6. " Goin' On " (Brian Wilson/Mike Love) – 3:00
  - Mike Love e Carl Wilson nos vocais
7. " Sunshine " (Brian Wilson/Mike Love) – 2:52
  - Mike Love nos vocais
8. " When Girls Get Together " (Brian Wilson/Mike Love) – 3:31
  - Brian Wilson e Mike Love nos vocais
9. " Santa Ana Winds " (Brian Wilson/ Al Jardine ) – 3:14
  - Alan Jardine e Mike Love nos vocais
10. " Endless Harmony " ( Bruce Johnston ) – 3:10
  - Carl Wilson e Bruce Johnston nos vocais

### Singles
- "Goin' On" b/w "Endless Harmony" (Brother/Caribou), 11 de Março de 1980 Estados Unidos #83
- "Livin' with a Heartache" b/w "Santa Ana Winds" (Brother/Caribou), 20 de Maio de 1980